# Окиснені нафти
Окиснені нафти (англ. oxidated oil; нім. oxydierte Öle n pl) — нафти, що зазнали гіпергенних змін під впливом процесів випаровування, фотохімічної полімеризації, окиснення, в тому числі бактерійного в аеробних і анаеробних умовах. Окиснені нафти в залежності від масштабів, характеру окиснювальних процесів і типу первинної (початкової)
нафти мають високу густину (від 960 до 1050 кг/м³), низький вміст бензинів (до 3—10 %), високий відсоток смолисто-асфальтенових компонентів (понад 20 %). Найсильніші зміни відбуваються при виході нафти на земну поверхню (сучасну або древню). При цьому нафта втрачає легкі фракції і осмолюється, збільшується її густина, підвищується в'язкість, зростає кількість асфальтово-смолистих компонентів і кислот. Важкі окиснені нафти використовуються для отримання високов'язких продуктів — гудрону, технічного бітуму тощо.